# Suazilândia nos Jogos Olímpicos de Verão de 1992
Suazilândia competiu nos Jogos Olímpicos de Verão de 1992 em Barcelona, Espanha.

## Resultados

### Atletismo
100 m masculino
- Robinson David Stewart
  - Eliminatórias — 11.20 (→ não avançou, 69º lugar)

5.000 m masculino
- Isaac Simelane
  - Eliminatórias — 14:00.44 (→ não avançou, 34º lugar de 62)

10.000 m masculino
- Isaac Simelane
  - Eliminatórias — 29:48.49 (→ não avançou, 38º lugar de 56)

Maratona masculina
- Elphas Sadebo Gimindaza — 2:21.15 (→ 42º lugar)

Salto em distância masculino
- Sizwe Mduli
  - Classificatória — SM (→ não avançou, sem posição)

Salto triplo masculino
- Sizwe Mduli
  - Classificatória — 16.18 m (→ não avançou, 27º lugar de 47)

### Boxe
Peso Mosca-Ligeiro (– 48 kg)
- Mfamasibili Mnisi
  - Primeira Rodada – Perdeu para Rogelio Marcelo (CUB), RSC-3